# Montechiaro d'Acqui
Montechiaro d'Acqui es una localidad y comune italiana de la provincia de Alessandria, región de Piamonte, con 582 habitantes.

## Evolución demográfica
| Gráfica de evolución demográfica de Montechiaro d'Acqui entre 1861 y 2001 |
|                                                                           |
| Fuente ISTAT - elaboración gráfica de Wikipedia                           |